# Isaque de Selêucia-Ctesifonte
Isaque ou Mar Isaque (em siríaco:  Mār Isḥāq; século IV, Cascar, Império Sassânida - c.410 ou 411, Selêucia do Tigre) foi o bispo persa de Selêucia-Ctesifonte, grande metropolita e primaz da Igreja do Oriente de 399 a 410. Ele está incluído na lista tradicional de patriarcas da Igreja do Oriente. Ele também foi canonizado como santo por várias Igrejas apostólicas.